# Bayemharjo
Bayemharjo is een bestuurslaag in het regentschap Wonogiri van de provincie Midden-Java, Indonesië. Bayemharjo telt 1677 inwoners (volkstelling 2010).